# Polski Związek Lekkiej Atletyki Masters
Polski Związek Lekkiej Atletyki Masters (PZLAM) (do 2017 roku: Polski Związek Weteranów Lekkiej Atletyki (PZWLA)) – polska organizacja sportowa zajmująca się lekkoatletyką w kategorii masters.

## Historia
Stowarzyszenie zostało założone 26 lutego 1990 roku pod nazwą Polski Związek Weteranów Lekkiej Atletyki. Zrzesza lekkoatletów powyżej 35 roku życia. Od 2012 roku jest członkiem Polskiego Związku Lekkiej Atletyki, a od 2017 World Masters Athletics i European Masters Athletics. W 2017 roku organizacja zmieniła nazwę na Polski Związek Lekkiej Atletyki Masters (wersja angielska nazwy: Polish Masters Athletics (PMA)). Jej siedzibą jest Toruń (od 2006 roku: ul. Bema 23/29, Stadion Miejski im. Grzegorza Duneckiego). Jest organizacją pożytku publicznego.
Związek organizuje od 1991 roku coroczne letnie oraz halowe mistrzostwa Polski masters w lekkiej atletyce. Zajmuje się także organizacją innych imprez i mityngów w kategorii masters oraz uczestniczy w organizacji imprez międzynarodowych – mistrzostw świata i Europy, których gospodarzem jest Polska. Prowadzi też zapisy rekordów i statystyki polskiej lekkoatletyki masters oraz wspiera zawodników w wyjazdach na imprezy o randze ponadkrajowej.

## Imprezy międzynarodowe
Polski Związek Lekkiej Atletyki Masters współorganizował pięć imprez o randze mistrzostw świata lub Europy.
| Rok  | Miasto | Impreza                                           | Liczba zawodników |
| 2006 | Poznań | 15. Mistrzostwa Europy Weteranów Lekkiej Atletyki | 3067 z 37 państw  |
| 2015 | Toruń  | 10. Halowe Mistrzostwa Europy Masters             | 2380 z 37 państw  |
| 2019 | Toruń  | 8. Halowe Mistrzostwa Świata Masters              | 4354 z 84 państw  |
| 2023 | Toruń  | 9. Halowe Mistrzostwa Świata Masters              | 4250 z 88 państw  |
| 2024 | Toruń  | 14. Halowe Mistrzostwa Europy Masters             | 3445 z 39 państw  |

## Prezesi
Związek w swojej historii posiadał trzech prezesów:
- 1990–1998: Gabriel Mańkowski[2]
- 1998–2002: Julian Pełka[2]
- od 2002: Wacław Krankowski[2]